# Banditkriget
Banditkriget eller Banditkrigen 1910-1918, var en del av Mexikanska gränskriget, och bestod av en rad överfall i Texas som genomfördes av mexikanska insurgenter baserade i Tamaulipas, Coahuila och Chihuahua. 

## Stridande
Före 1914 stod carrancistas för de flesta attackerna, men i januari 1915 antog seditionistas San Diego-planen och började göra egna räder. Planer fanns på att skapa raskrig, och göra sig av med den angloamerikanska befolkningen i USA:s gränsdelstater, samt mexikansk annektering av gränsområdena. Seditionistas lyckades dock aldrig genomföra en fullskalig invasion i USA, och fortsatte i stället göra små raider in i Texas. Texas Ranger var med i flera av striderna, men även USA:s armé. Under kriget genomförde Texas Rangers en etnisk rensning av Rio Grandes dalgång, genom att mörda cirka 5 000 spansktalande vilka bodde på land som engelsktalande investerare eftertraktade.

### Fotnoter
1. ↑  ”Ralph Wranker”. Arkiverad från originalet den 16 april 2012. https://web.archive.org/web/20120416013926/http://www.taliesyn.com/ralph/rangers.htm. Läst 21 september 2012.
2. ↑  http://www.tshaonline.org/handbook/online/articles/ngp04
3. ↑  ”Arkiverade kopian”. Arkiverad från originalet den 16 april 2012. https://web.archive.org/web/20120416013926/http://www.taliesyn.com/ralph/rangers.htm. Läst 21 september 2012.
4. ↑  New York Times 2004: "New Charges Tarnish Texas Rangers' Image and Reopen Old Wounds Arkiverad 24 juli 2013 hämtat från the Wayback Machine. 2013-12-17.